# 剧院广场 (德累斯顿)

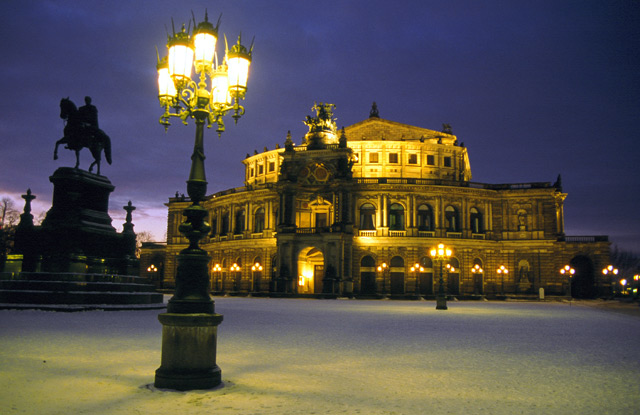
剧院

剧院广场（Theaterplatz）是德国城市德累斯顿一个古老的广场，位于德累斯顿老城以西，著名的萨克森州立歌剧院之前。  

## 位置

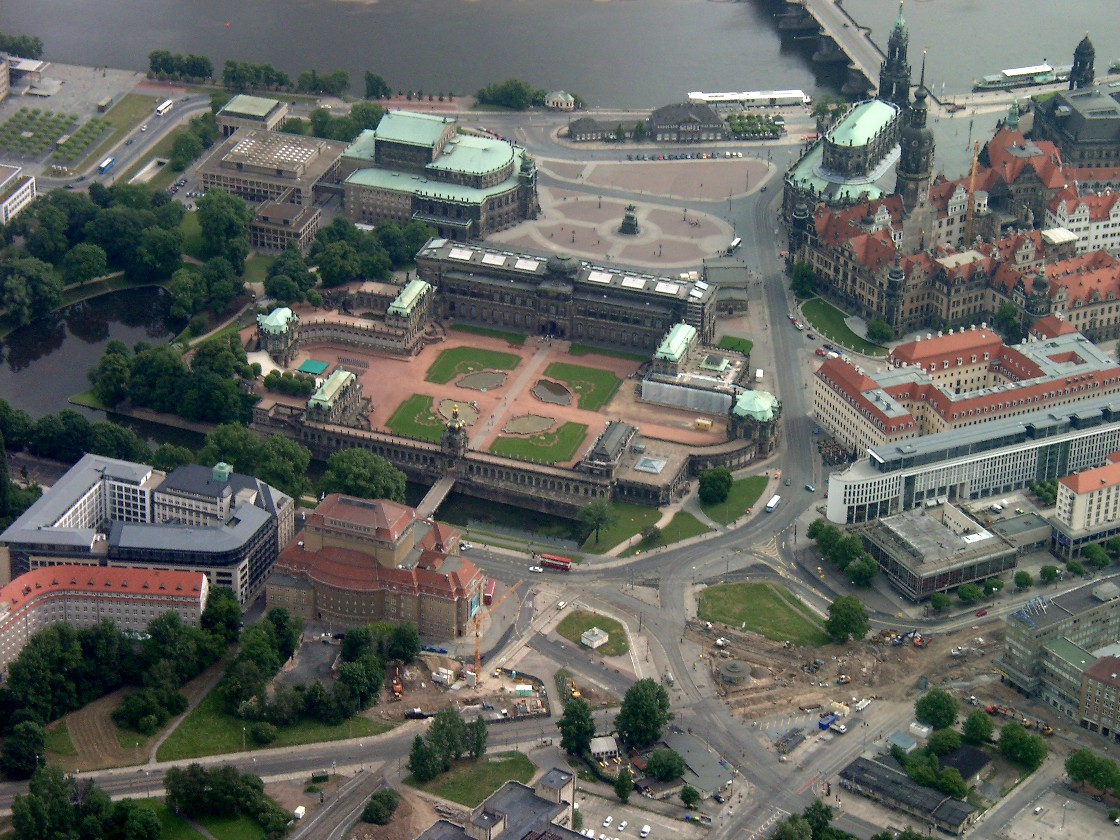
鸟瞰邮政广场与奥古斯都大桥之间的剧院广场，2006年

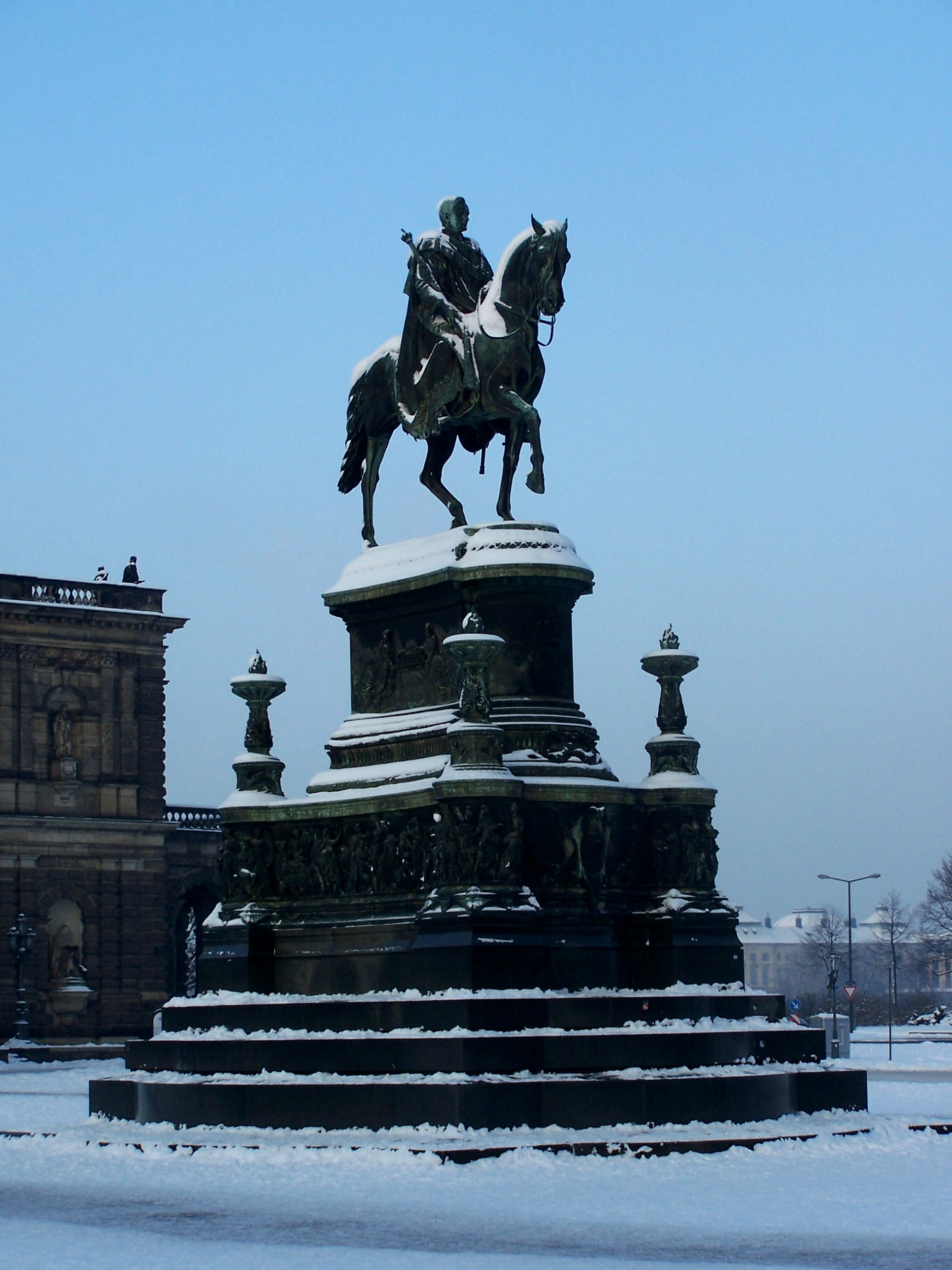
剧院广场上萨克森国王约翰的骑马雕像

剧院广场位于邮政广场（Postplatz）与奥古斯都大桥之间的索菲街上，直接面临德累斯顿老城前的易北河。 

## 建筑
与旧市场（Altmarkt）或新市场（Neumarkt）相比，剧院广场位于古城内的西部边缘，因此这个广场上的平民建筑很少。 

## 交通
该广场具有特别的重要性，因为它是观光旅游的起点，穿过广场的索菲街是联系城市与河畔台阶的主要道路。4路、8路和9路电车的“剧院广场”站设在宫廷主教座堂前。 